# Harriet Keller-Wossidlo

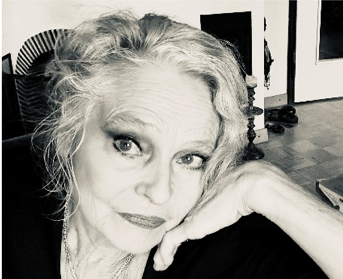
Harriet Keller-Wossidlo (2023)

Harriet Ines Keller-Wossidlo (* 25. Februar 1948 in Hamburg-Rissen) ist eine deutsch-schweizerische Fachärztin für Lungen- und Bronchialheilkunde sowie für Pneumologie mit Qualifikationsnachweis für Arbeitsmedizin und mit Fähigkeitsausweis für Schlafmedizin. Durch sie wurde in der Spezialklinik Barmelweid (Kanton Aargau) das erste Zentrum für Schlafmedizin im September 1999 akkreditiert. Sie ist die erste Ärztin, die den Aufbau und die Etablierung der klinischen Schlafmedizin in der Nordwestschweiz als notwendig erachtete und eingeführt hat. Sie gilt für diesen Fachbereich als Pionierin.

## Biographie
Harriet Keller, geb. Wossidlo (Geburtsort ist Hamburg, Heimatort ist Schleitheim, zudem Ortsbürgerrecht von Aarau), ist die Tochter von Diether Robert Wossidlo aus Berlin, Facharzt für Urologie (1920–1993), und Herta Luise Wossidlo, geb. Gerstmeyer aus Berlin, Fachärztin für Allgemeinmedizin (1920–2011). Nach der Flucht der Eltern im April 1945 aus Berlin, unmittelbar bevor sich der Ring um Berlin vor Kriegsende schloss, lebte das Paar in Flensburg und Hamburg, ehe es 1950 mit den beiden Töchtern nach Berlin zurückkehrte.
In Berlin erhielt Harriet Keller-Wossidlo 1967 mit dem «Zeugnis der Reife» am Hildegard-Wegscheider-Gymnasium, der letzten reinen Mädchenschule Berlins, ihre Maturität. 1965 hatte sie zudem schulbegleitend die anerkannte Rot-Kreuz-Ausbildung mit Krankenpflege-Dienstnachweis als sog. Schwesternhelferin abgeschlossen. Sie begann im Sommersemester 1967 an der Freien Universität Berlin (FU) das Studium der Humanmedizin; Voraussetzung war wegen des Numerus clausus das Grosse Latinum, welches sie mit Abschluss der 10. Oberstufenklasse erreicht hatte. 1970 bestand sie die ärztliche Vorprüfung an der FU mit «sehr gut», im Februar 1974 beendete sie das Studium der Humanmedizin mit der ärztlichen Prüfung an der FU mit dem Gesamt-Urteil «sehr gut» (für jedes Einzelfach). Die Fachbereiche der Medizin der FU verliehen ihr im Mai 1974 den Grad eines Doktors der Medizin mit dem Urteil «cum laude» aufgrund ihrer Dissertation Vergleichende Untersuchung zur Medikamentösen Laktationsinhibition der Präparate: Ablacton, Anovlar 21 und Estrovis 4000 in Hinblick auf den Postpartualen Blutungsbeginn. 1975 erhielt sie die «Approbation als Arzt» und begann anschliessend die Ausbildung in der Lungenspezialklinik Berlin-Heckeshorn zur Fachärztin für Pneumologie mit Anerkennung durch die Ärztekammer Berlin, was 1980 erfolgte. Die Anerkennung als «FMH Pneumologie» vom Bundesamt für Gesundheit für die Schweiz erfolgte 2002.
1980 wurde Harriet Keller-Wossidlo als Wissenschaftliche Mitarbeiterin der FU im Klinikum Steglitz zur Facharztweiterbildung als «Arzt für Anästhesiologie» in Vollzeit eingestellt. Sie wechselte 1981 an das Universitätsklinikum Hamburg-Eppendorf (UKE) als stimmberechtigtes wissenschaftliches Mitglied der Deutschen Forschungsgemeinschaft zur Forschungstätigkeit im Sonderforschungsbereich SFB 115, Teilprojekt C 22 «Psychophysiologie obstruktiver Atembeschwerden». Parallel zur klinischen Forschungsarbeit am UKE hat sie ab 1983 im Personalärztlichen Dienst des Senatsamts der Hansestadt Hamburg im Verwaltungsdienst die Weiterbildung zur Arbeits-Betriebsmedizin abgeschlossen und wurde zur Betriebsärztin bestallt.
1984 begann Harriet Keller-Wossidlo (mit Ausländerstatus B) aufgrund ihrer Doppelqualifikation – damals erstmalig in der Schweiz – als Fachärztin für Lungen- und Bronchialheilkunde mit abgeschlossener Weiterbildung für Arbeitsmedizin in der Vorsorgeinstitution «Schirmbildzentrale» des Kantons Bern als Leitende Ärztin zu arbeiten. Neben der traditionell etablierten nationalen bzw. kantonalen radiologischen Reihenuntersuchungen zur Erfassung von Lungentuberkulose und Lungenkrebs führte Harriet Keller-Wossidlo international erstmalig auch die lungenfunktionelle spirometrische Untersuchung gezielt für inhalativ belastete Risikoberufe ein. Im Kanton Aargau konnte sie darauf diese gezielte Gesundheitsvorsorge mit dem neuen «Vorsorge-Mobil» weiterführen. Für diese «mass-screening»-Spirometrien wurde von ihr zusammen mit dem Facharzt FMH für Pneumologie Roland Keller, ihrem späteren Ehemann (seit 1987), ein binäres Entscheidungsdiagramm eingeführt, um Art und Schweregrad der Funktionsstörung zu diagnostizieren, basierend auf den internationalen Sollwert-Tabellen. Ziel war es, damit den Einsatz der spirometrischen Lungenfunktionstestung in Arztpraxen zu fördern und zu erleichtern.
1986 begann Harriet Keller-Wossidlo in der Spezialklinik «Barmelweid» mit den ersten polygraphischen Nachtableitungen in der Nordwestschweiz. Die Technik bestand damals aus analogen Papierdruck-Aufzeichnungen, die von Roland Keller und seinem Laborchef Paul Borer entworfen worden waren. Ab 1989 waren computergestützte Nachtaufzeichnungen möglich, die dann zu Polysomnographie-Anlagen ausgebaut und ab 1991 von Harriet Keller-Wossidlo eingesetzt wurden. Durch eine Spende der Dr. Karl Binding-Opel-Stiftung konnte diese sehr aufwendige Technik erstmalig zum Aufbau der Schlafmedizin in der Klinik «Barmelweid» eingesetzt werden, zumal diese insbesondere im öffentlichen Gesundheitswesen noch nicht routinemässig unterstützt wurde. 2008 kam es zur vorgezogenen Pensionierung aus gesundheitlichen Gründen.
2010 besuchte Harriet Keller-Wossidlo an der Universität Zürich den CAS-Studiengang Medizinethik/Klinische Ethik und schloss ihn mit «sehr gut» ab. Bis 2019 war sie Dozentin für die Lungenliga Schweiz zur Weiterbildung über «Medizinethischen Prinzipien». Die schwere Erkrankung ihres Mannes Roland Keller begleitete sie und betreute ihn bis zu seinem Tod 2020.

## Schwerpunkte
Die berufliche Tätigkeit von Harriet Keller-Wossidlo war geprägt von wissenschaftlicher «Neugier», was ihre reichhaltige Publikationstätigkeit belegt. Sie war bestrebt, Verantwortung gegenüber ihren Mitmenschen in Form praktischer ärztlicher Tätigkeit zu übernehmen. Die Umsetzung ihrer Fachqualifikationen war in ihrer Generation von Ärztinnen ohne geltende Quotenregelung ungewöhnlich und dieses konsequent leistungsorientierte Verhalten einer jungen Frau stiess oft auf gesellschaftliches Unverständnis mit entsprechenden Verzichten.
Für Harriet Keller-Wossidlo war es ein Anliegen, dass wissenschaftlich anerkannte und international etablierte medizinische Prozeduren nicht nur in Kliniken oder Spezialpraxen durchgeführt, sondern davon unabhängig angeboten und eingesetzt werden. So führte sie bereits im Rahmen ihrer Tätigkeit als Pneumologin während ihrer Weiterbildung zur Betriebsärztin im Senatsamt Hamburg als arbeitsmedizinische Vorsorgeuntersuchung erstmalig die spirometrische Lungenfunktionsprüfung ein. Diese Untersuchung trägt zur Arbeitssicherheit bei und wird nun allgemein angewendet, mit hoher Akzeptanz.
Dieses von Harriet Keller-Wossidlo inaugurierte und im deutschsprachigen Raum neue Konzept zur gezielten Gesundheitsvorsorge mit prospektiver Erfassung von funktionellen Atemwegsbehinderungen überprüfte sie dann wissenschaftlich 1984 im Rahmen der kantonalen Vorsorge-Reihenuntersuchungen. Auch konnte sie die Relevanz der Lungenfunktion im Rahmen der Arbeitsmedizin bereits am 2. Mai 1988 als Gastreferentin an der ETH Zürich vorstellen.
Harriet Keller-Wossidlo zeigte, dass berufsspezifische Prävalenzen obstruktiver bzw. restriktiver Funktionseinschränkungen im Rahmen von Vorsorgeuntersuchung spirometrisch standardisiert erfasst werden können, was mittlerweile zur arbeitsmedizinischen Routine gehört. Die Interpretation der spirometrischen Fluss- bzw. Volumenkurve zur Diagnosefindung muss auf objektiven Beurteilungskriterien basieren, insbesondere bei einem hohen Datenvolumen. Roland Keller hat zusammen mit Harriet Keller-Wossidlo erstmalig einen binären Algorithmus («decision flow-chart») zur Differenzierung der spirometrischen Atemeinschränkung inauguriert und diesen wissenschaftlich in einer prospektiven Studie validiert. Dieses objektive Entscheidungsdiagramm war für eine computergestützte Diagnosefindung einsetzbar und wurde in die ersten Spirometer eingefügt (Firma Labhardt, Basel).
Die entscheidende international anerkannte Lebensarbeit von Harriet Keller-Wossidlo war die Positionierung der schlafmedizinischen Bedeutung für die klinische Medizin und deren interdisziplinäre Vernetzung. Es war ihr ein Anliegen, dass die Relevanz der Schlafmedizin allen Allgemeinmedizinern, Fachärzten, Hausärzten und dem medizinischen Personal bewusst wird. Dafür hat sie regelmässig Referate gehalten, auch für Laien respektive betroffene Patienten, bis zu 20 Vorträge pro Jahr. Sie baute die Schlafmedizin für ambulante und stationäre Diagnostik bzw. Therapie für die Bevölkerung ausserhalb universitärer Institutionen oder Privatkliniken auf. Die Objektivierung der Einsatz- bzw. Arbeitstauglichkeit, besonders in gefährdeten Berufsgruppen, die durch schlafbezogene Erkrankungen sich und andere gefährden können, erfolgte dank offizieller Aufträge oder aufgrund von Gutachten.
Harriet Keller-Wossidlo gilt als Pionierin der klinischen Schlafmedizin. Sie hat als erste Ärztin im gesamten deutschsprachigen Raum ein Schlafzentrum aufgebaut, geleitet und zur Erst-Akkreditierung geführt (Schweizerische Gesellschaft für Schlafforschung, Schlafmedizin und Chronobiologie im Juli 1999). Diese nationale Erst-Akkreditierung gemäss internationalen Voraussetzungen erfolgte zeitgleich mit der Akkreditierung der Universität Bern sowie der Universität Zürich, nicht zuletzt auch, weil sie als erste Europäerin 1993 den zertifizierten Intensivkurs der «School of Sleep Medicine University Stanford» besucht hatte, als Schülerin von Christian Guilleminault und William Dement, welche in den 1980er Jahren die Relevanz schlafbezogener Physiologie/Pathophysiologie weltweit etabliert hatten.
Der wissenschaftliche Schwerpunkt von Harriet Keller-Wossidlo galt der differenzierten Interpretation von Hirnsignalen in Millisekunden-Abfolgen im Schlaf zur adäquaten patientengerechten Diagnosefindung bzw. um Differentialdiagnosen nicht zu verpassen, auch im Hinblick auf diagnostische und therapeutische Konsequenzen, Patientenakzeptanz und Arbeitssicherheit.
Nebst ihrer ärztlichen Arbeit beschäftigte sich Harriet Keller-Wossidlo schon seit der Kindheit mit Malerei; später kam ihre schriftstellerische Tätigkeit (Prosa, Lyrik und Aphorismen) hinzu, wobei ihre Werke wiederholt veröffentlicht wurden. Ihr 2022 publizierter Kunstband spiegelt ihre Werke im Verlauf von 50 Jahren und wurde in öffentlichen Lesungen vorgestellt, ebenso ihre Malerei in Einzel- und Gruppenausstellungen.

## Mitgliedschaften/Funktionen
- Gewähltes Gründungsmitglied (16. Dezember 1981) der Societas Europaea Pneumologica (SEP) (Vorläufer der European Respiratory Society)
- Deutsche Gesellschaft für Pneumologie und Beatmungsmedizin DGP
- Landesverbände der Pneumologen Schleswig-Holstein und Berlin
- Societas Europaea Physiologiae Clinicae Respiratoriae SEPCR
- European Respiratory Society ERS
- Schweizerische Gesellschaft der Arbeitshygiene und Arbeitsmediziner SGARM
- Schweizerische Gesellschaft für Pneumologie SGP / Arbeitsgruppe mechanische Heimventilation – Expertenkommission Heimbeatmung NIV / Arbeitsgruppe Diagnostik und Therapie für Patienten mit OSAS
- American Thoracic Society ATS
- Deutsche Gesellschaft für Schlafforschung und Schlafmedizin e.V. DGSM
- Swiss Society for Sleep Research, Sleep Medicine and Chronobiology SGSSC
- European Sleep Research Society ESRS
- Schweizer Narkolepsie-Gesellschaft
- Deutsche Gesellschaft für Schlafforschung und Schlafmedizin
- Vereinigung Schweizer Schriftstelleraerztinnen und- aerzte VSSA – ASEM / Mitglied der UMEM (Weltunion der Schriftsteller Ärzte / Union Mondiale des Ecrivains Medecines)
- Kunstausstellung der Schweizer Ärzte
- Gesellschaft für Biomedizinische Ethik (SGBE)
- Lions International / Progressive Melvin Jones Fellowship / 2005-2011 District Cabinet Member Centro 102 C
- Bundesverband deutschsprachiger Schriftsteller Ärzte BDSÄ / Union Mondiale des Ecrivains medecine UMEM
- UZH Alumni Universität Zürich
- Freie Universität Berlin Alumni

## Publikationen
Insgesamt liegen von Harriet Keller-Wossidlo 30 Publikationen (21 davon als Erst-Autorin) für wissenschaftliche Forschungsresultate und medizinische Fachartikel zur Schlafmedizin, Pneumologie und Arbeitsmedizin vor.
- Pneumologische Prävention im ambulanten Bereich. In: W. Petro (Hrsg.):  Pneumologische Prävention und Rehabilitation. Springer-Verlag, 1994, S. 33–48.
- Exkurs: Heckeshorner Stationen. Georg Thieme Verlag, 2007, S. 79.
- Studie über den gestörten Nachtschlaf bei Patienten nach milden Schädelhirnverletzungen und schwerer Tagesschläfrigkeit. Steinkopff-Verlag, 2008, S. 317–322.
- Gelesene Bilder 1971–2020. Verlag Schweizer Literaturgesellschaft, 2022.